# Șestaci, Șoldănești
Șestaci este un sat din raionul Șoldănești, Republica Moldova.
Satul Șestaci se află la 6 km de la orășelul Șoldănești. Satul are două biserici una cu hramul Sfântul Nicolai (de primăvară) și alta cu hramul Sfântul Gheorghe.
Satul Șestaci este bogat în apă potabilă. Unul din cele mai mare izvoare, cu un debit de circa 150-200l/min, se află în mijlocul satului.
Denumirea satului vine de la Șesul Tacilor. Pe vremuri, acest loc unde acum este așternut satul, era pădure și șes, și era proprietatea a doi frați a căror nume era Tacu. După ce băștinașii satului Țipova, așa se numea satul vechi care se afla la 2 km Sud-Vest, sau refugiat din sat pentru că năvăleau Turcii și sau adăpostit în pădure au hotărât ca să rămână aici, pentru că aici erau mai bine protejați de năvălirea turcilor, sau gândit ca să puie temelia uni sat nou și să-l numească satul Șestaci.

## Date geografice
Vatra satului are o suprafață de aproximativ 1,88 kilometri pătrați, cu un perimetru de 5,54 km. Inclusiv terenurile extravilane, ocupă o suprafață totală de 24,51 kilometri pătrați, fiind cuprins într-un perimetru de 21,44 km.

## Date demografice
În anul 1997, populația satului Șestaci a fost estimată la 1422 de cetățeni.
Conform datelor recensământului din anul 2004, populația satului constituie 1184 de oameni, 48.99% fiind bărbați iar 51.01% femei. Structura etnică a populației în cadrul satului arată astfel: 99.07% - moldoveni/români, 0.51% - ucraineni, 0.42% - ruși.
În satul Șestaci au fost înregistrate 413 de gospodării casnice la recensământul din anul 2004. Membrii acestor gospodării alcătuiau 1184 de persoane, iar mărimea medie a unei gospodării era de 2.9 persoane. Gospodăriile casnice erau distribuite, în dependență de numărul de persoane ce le alcătuiesc, în felul următor: 23.97% - 1 persoană, 23.00% - 2 persoane, 17.43% - 3 persoane, 19.61% - 4 persoane, 11.38% - 5 persoane, 4.60% - 6 și mai multe persoane.

## Administrație și politică
Componența Consiliului local Șestaci (9 consilieri), ales la 5 noiembrie 2023, este următoarea:
|  | Partid                            | Consilieri | Componență | Componență | Componență | Componență | Componență |
|  | --------------------------------- | ---------- | ---------- | ---------- | ---------- | ---------- | ---------- |
|  | Partidul Acțiune și Solidaritate  | 5          |            |            |            |            |            |
|  | Partidul Democrația Acasă         | 3          |            |            |            |            |            |
|  | Partidul Social Democrat European | 1          |            |            |            |            |            |

## Imagini
Materiale media legate de Șestaci la Wikimedia Commons

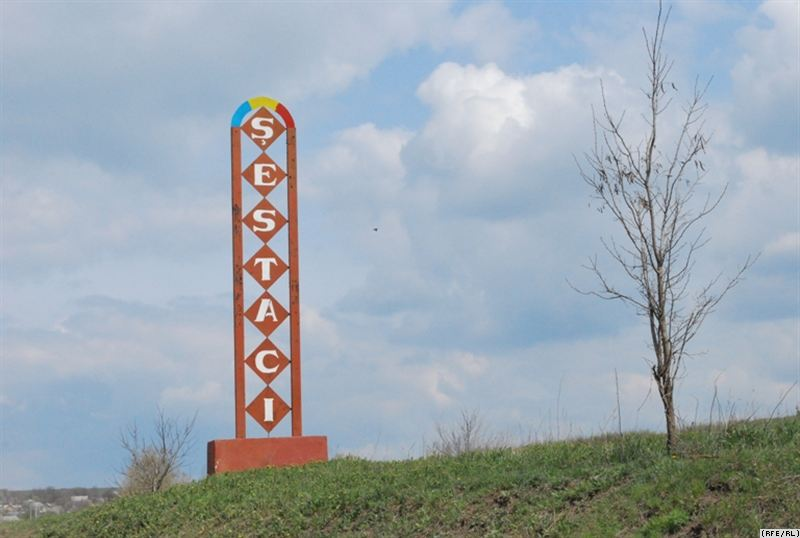
Intrarea în sat.
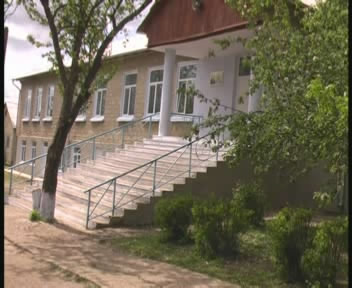
Gimnaziu „Gr. Eftodiev”